# Каллаур, Павел Владимирович
Павел Владимирович Каллаур (бел. Павел Уладзіміравіч Калаур; род. 1962, Белоуша, Столинский район, Брестская область) — белорусский банкир, председатель правления Национального банка Республики Беларусь с 27 декабря 2014 по 10 марта 2025 года. Кандидат экономических наук.

## Биография
Родился в Столинском районе Брестской области. Окончил Пинский учётно-кредитный техникум в 1980 году (специальность — «Учёт в сберкассах»). В 1985 году окончил Белорусский государственный институт народного хозяйства им. Куйбышева (в настоящее время — Белорусский государственный экономический университет) по специальности «финансы и кредит», впоследствии повышал там квалификацию. В 2001 году защитил диссертацию на соискание учёной степени кандидата экономических наук, тема диссертации — «Монетарный союз Беларуси и России: экономические предпосылки и последствия».
Работал в Столбцовском, Березинском, Воложинском отделениях Госбанка СССР экономистом, заместителем управляющего и управляющим соответственно (1985—1987). В 1988—1991 руководил Воложинским отделением Агропромбанка СССР, после его реструктуризации — руководителем отделения Белагропромбанка (1991—1993). С 1993 и до 2010 года был заместителем председателя правления Национального банка Республики Беларусь (1993—1999) и первым заместителем председателя правления (1999—2010). В 2010—2014 годах был председателем Правления Открытого акционерного общества «Белвнешэкономбанк» (ОАО «Банк БелВЭБ»).
27 декабря 2014 года назначен председателем Правления Национального банка Республики Беларусь. Бывший глава Нацбанка Беларуси Станислав Богданкевич, несколько лет работавший с Каллауром, положительно охарактеризовал его назначение и высоко оценил его профессионализм, но указал, что на новой должности его действия могут быть ограничены необходимостью учитывать требования правительства. Экономист Ярослав Романчук сравнил Каллаура с врачом для лечения экономики Беларуси, однако заметил, что зачастую экономические решения в стране принимаются не главой Нацбанка. Сразу после назначения на новый пост Каллаур заявил о намерении, в первую очередь, обеспечить стабильность на валютном рынке без ущерба для банков и реального сектора экономики.
Кандидат экономических наук.
Автор ряда статей на экономическую тематику.

### Деятельность во главе Национального банка Республики Беларусь
По итогам четырёх лет во главе Нацбанка эксперты среди значимых достижений называют поступательную либерализацию валютного рынка, и рекордно низкую инфляцию и ставку рефинансирования. Поддерживал девалютизацию экономики и призывал отказаться от займов в иностранной валюте на внутреннем рынке. В 2019 году руководство Института экономики Национальной академии наук Беларуси (Валерий Бельский и Александр Лученок) подвергло критике политику Нацбанка, призвав к более активному кредитованию реального сектора экономики. Несмотря на то, что политику Нацбанка с 2015 года считали относительно независимой, в июне 2020 года Нацбанк понизил ставку рефинансирования на 0,25 % через два дня после соответствующего требования Александра Лукашенко. В июне 2020 года Нацбанк по требованию руководства страны ввёл временную администрацию в Белгазпромбанке, сделав это под нейтральным предлогом несоблюдения некоторых нормативов, а Каллаур отказался от комментариев относительно возбуждённых уголовных дел.
10 марта 2025 года отправлен в отставку.

## Награды
- Почётный работник банковской системы Республики Беларусь.
- Награждён Почётной грамотой Национального собрания Республики Беларусь.